# Popstars

Landen waar Popstars wordt uitgezonden

Popstars is een internationale realityserie en de voorloper van de zangtalentenjachtserie Idols. De serie begon oorspronkelijk in Nieuw-Zeeland, waar de meidengroep TrueBliss werd gevormd. In België kwam de popgroep VandaVanda voort uit Popstars. Op 22 augustus 2008 startte bij SBS6 de lang van tevoren aangekondigde Nederlandse versie van Popstars.
Al eerder was er in 2004 op RTL 4 een spin-off van dit programma te zien onder de titel Popstars: The Rivals. Hierin werden twee groepen gevormd: Men2B en Raffish.